# Cyclodinus angustulus
Cyclodinus angustulus là một loài bọ cánh cứng trong họ Anthicidae. Loài này được Pic miêu tả khoa học năm 1892.